# Rhynchocyclus brevirostris
El  picoplano de anteojos (en Colombia y Panamá) (Rhynchocyclus brevirostris), también conocido como mosquero de anteojos (en México), piquiplano de anteojos (en Honduras, Nicaragua y Costa Rica), mosquerito pico plano (en México) o pico chato de anteojos, es una especie de ave paseriforme de la familia Tyrannidae perteneciente al género Rhynchocyclus. Es nativo de México, América Central y del extremo noroeste de Sudamérica. 

## Distribución y hábitat
Se distribuye desde el sur de México, por Guatemala, Belice, El Salvador, Honduras, Nicaragua, Costa Rica, Panamá, hasta el extremo noroeste de Colombia, en la frontera con Panamá.
Su hábitat natural es lo alto del sotobosque y el estrato medio de selvas húmedas y semi-caducifolias, los bordes del bosque y crecimientos secundarios altos adyacentes; prefiere quebradas sombreadas; desde el nivel del mar hasta los 2100 m de altitud en México y Costa Rica, entre 600 y 1500 m en Panamá y Colombia.

## Sistemática

### Descripción original
La especie R. brevirostris fue descrita por primera vez por el ornitólogo alemán Jean Cabanis en 1847 bajo el nombre científico Cyclorhynchus brevirostris; su localidad tipo es: «Jalapa, México».

### Etimología
El nombre genérico masculino «Rhynchocyclus» es un anagrama del género sinónimo «Cyclorhynchus» que se compone de las palabras del griego «kuklos» que significa ‘círculo’, ‘escudo’, y «rhunkhos» que significa ‘pico’; y el nombre de la especie «brevirostris» se compone de las palabras del latín «brevis»  que significa ‘corto’, y «rostris» que significa ‘de pico’.

### Taxonomía
Anteriormente fue considerada conespecífica con Rhynchocyclus pacificus.

### Subespecies
Según las clasificaciones del Congreso Ornitológico Internacional (IOC)  y Clements Checklist/eBird se reconocen tres subespecies, con su correspondiente distribución geográfica:
- Rhynchocyclus brevirostris brevirostris (Cabanis, 1847) – desde el sur de México al este del istmo de Tehuantepec (sur de Veracruz y norte y este de Oaxaca al este hasta la península de Yucatán) hacia el sur hasta el oeste de Panamá (Chiriquí, Veraguas).
- Rhynchocyclus brevirostris pallidus Binford, 1965 – pendiente del Pacífico de Oaxaca (Putla y Minitán al este hasta Pluma Hidalgo), probablemente también en Guerrero, en el sur de México.
- Rhynchocyclus brevirostris hellmayri Griscom, 1932 – montañas del este de Panamá (Darién) y extremo noroeste de Colombia (cerro Tacarcuna, en el noroeste de Chocó).